# Staffelwald bei Irsee und Lehmgrube Hammerschmiede
Staffelwald bei Irsee und Lehmgrube Hammerschmiede este o arie protejată (arie specială de conservare — SAC, sit de importanță comunitară — SCI) din Germania întinsă pe o suprafață de 329,61 ha, integral pe uscat.

## Localizare
Centrul sitului Staffelwald bei Irsee und Lehmgrube Hammerschmiede este situat la coordonatele 47°54′13″N 10°35′32″E / 47.9036°N 10.5922°E.

## Înființare
Situl Staffelwald bei Irsee und Lehmgrube Hammerschmiede a fost declarat sit de importanță comunitară în noiembrie 2004 pentru a proteja 1 specie de animale. Situl a fost protejat și ca arie specială de conservare în aprilie 2016.

## Biodiversitate
Situată în ecoregiunea continentală, aria protejată conține 3 habitate naturale: Izvoare petrifiante cu formare de travertin (Cratoneurion), Păduri de fag Asperulo-Fagetum, Păduri aluvionare cu Alnus glutinosa și Fraxinus excelsior (Alno-Padion, Alnion incanae, Salicion albae).
La baza desemnării sitului se află o specie protejată de  amfibieni: izvoraș-cu-burta-galbenă (Bombina variegata).